# Kościół Matki Boskiej Częstochowskiej w Załęczu Wielkim
Kościół Matki Boskiej Częstochowskiej w Załęczu Wielkim – rzymskokatolicki kościół filialny zlokalizowany w Załęczu Wielkim (powiat wieluński, województwo łódzkie). Należy do parafii Najświętszego Serca Jezusowego w Dzietrznikach.

## Historia
Pierwsza kaplica we wsi powstała w II połowie XIX wieku, po tym, gdy miejscowość nawiedzona została przez epidemię cholery. Kaplica ta istniała do 1963. W 1981, dzięki staraniom proboszcza dzietrznickiego, rozpoczęto wśród mieszkańców gromadzenie funduszy na wzniesienie kościoła, który wybudowano do końca tego samego roku w stylu modernistycznym. W wyniku wprowadzonego przez komunistyczną władzę stanu wojennego obiekt nie mógł zostać od razu konsekrowany. Konsekracji dokonał dopiero 14 marca 1982 biskup Franciszek Musiel. Po dalszych przeróbkach i uzupełnieniach świątynię poświęcił w 1989 biskup Stanisław Nowak. Według tablicy pamiątkowej na zewnętrznej ścianie kościoła ponownej konsekracji dokonał biskup Nowak 12 maja 2011.

## Otoczenie

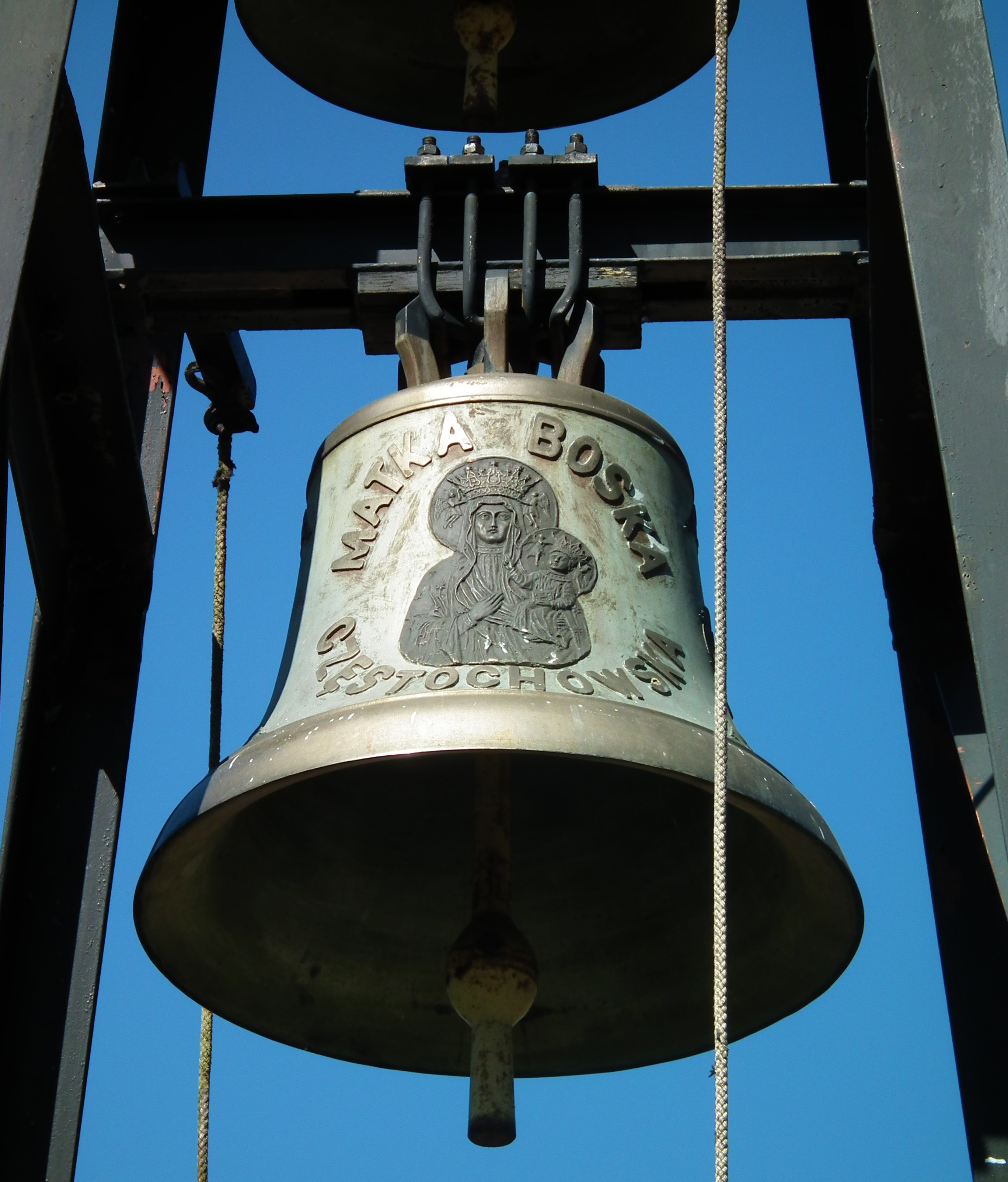
Dzwonnica

Przy kościele stoi metalowa dzwonnica z dwoma dzwonami. Na jednym z nich widnieje wizerunek Matki Boskiej Częstochowskiej.